# Ernst Kretschmer

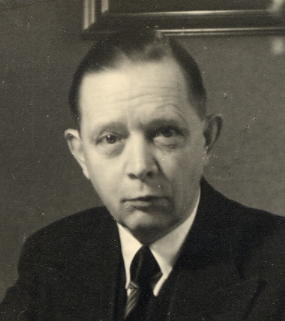
Ernst Kretschmer

Ernst Kretschmer (* 8. Oktober 1888 in Wüstenrot bei Heilbronn; † 8. Februar 1964 in Tübingen) war ein deutscher Psychiater und Psychotherapeut. Er war Professor der Psychiatrie, erforschte die menschliche Konstitution und stellte eine Typenlehre auf.

## Leben
Kretschmer war Schüler des Cannstatter Gymnasiums, ab 1904 besuchte er evangelische Seminare in Schöntal und Urach. Die Pädagogin Emma Kretschmer ist seine jüngere Schwester.
Von 1906 bis 1912 studierte er zwei Semester Philosophie am Tübinger Stift und wechselte dann zur Medizin an die Universität Tübingen und die Universitäten München und Hamburg. Er war seit 1906 Mitglied der Verbindung Normannia Tübingen (bzw. von 1933 bis 1936 der Burschenschaft Normannia Tübingen). Nach seiner Promotion arbeitete er ab 1913 als Assistent bei Robert Gaupp an der Universitätsnervenklinik in Tübingen, habilitierte sich bei diesem 1918 mit Der sensitive Beziehungswahn und war anschließend dort als Oberarzt tätig.
Von 1926, dem Jahr seiner Berufung zum ordentlichen Professor für Psychiatrie und Neurologie, bis 1946 leitete er die Universitätsnervenklinik in Marburg, danach, von 1946 bis zu seiner Emeritierung 1959, die in Tübingen.
Er gehörte zum Gründungskomitee des ersten Allgemeinen Ärztlichen Kongresses für Psychotherapie, der 1926 in Deutschland abgehalten wurde, sowie der Allgemeinen Ärztlichen Gesellschaft für Psychotherapie (AÄGP). Hier wirkte er zunächst als Vorstandsmitglied, bevor er 1930 zu ihrem ersten Vorsitzenden gewählt wurde. Als solcher fungierte er mit seinem Vorgänger in dieser Funktion Robert Sommer als Herausgeber ihres Verbandsorgans, das unter der Schriftleitung von Arthur Kronfeld und Johannes Heinrich Schultz zum Zentralblatt für Psychotherapie umbenannt worden war.
Am 6. April 1933 trat Ernst Kretschmer vom Vorsitz aus politischen Gründen zurück. Er wurde noch im selben Jahr Förderndes Mitglied der SS, war jedoch kein Mitglied der NSDAP. Er wurde Richter am Erbgesundheitsgericht Marburg und am Erbgesundheitsgericht Kassel und befürwortete 1934 in einem Beitrag zu Ernst Rüdins Sammelband Erblehre und Rassenhygiene die Sterilisation „Schwachsinniger“. Er gehörte dem Beirat der Gesellschaft Deutscher Neurologen und Psychiater an, besichtigte 1940 die NS-Tötungsanstalt Bernburg und nahm 1941 an einer Sitzung des Beirats der Aktion T4 teil. Im selben Jahr schrieb er in einem Vorwort zu Geniale Menschen: „Was im Wesentlichen entartet ist, das werden wir ruhig aus der Vererbung ausschalten können.“ Andererseits stellte er die von Hans Günther propagierte „Aufnordung“ des deutschen Volkes in Frage, indem er den Zonen, wo sich die nordische mit der alpinen „Rasse“ vermischt habe (Schwaben und Sachsen), eine besondere Genie-Dichte zuschrieb. Seit November 1942 gehörte er dem Vorstand der Deutschen Gesellschaft für Konstitutionsforschung an. Daneben war er im Rang eines Oberfeldarztes Militärpsychiater des Wehrkreises IX in Marburg. Im Jahr 1943 wurde er Dekan in Marburg.
Kretschmer wurde 1946 als Ordinarius an die Eberhard Karls Universität Tübingen berufen und Direktor der Universitätsnervenklinik Tübingen. Diese Ämter hatte er bis zu seiner Emeritierung 1959 inne. Von 1947 bis 1954 war Kretschmer kommissarischer Direktor des Psychologischen Institutes der Universität Tübingen. 1955 behauptete er als Gutachter in einem Wiedergutmachungsverfahren eines an Depressionen leidenden, von Nationalsozialisten Verfolgten, es gebe keine verfolgungsbedingten Neurosen.
Im Oktober 1913 heirateten Ernst Kretschmer und Luise Pregizer (* 1892). Das Ehepaar hatte vier Kinder: die an einer Scharlacherkrankung früh verstorbene Gisela (1916–1923), den außerordentlichen Professor für Psychiatrie in Tübingen Wolfgang Kretschmer (1918–1994), den im Zweiten Weltkrieg gefallenen Sohn Hans Dietrich Kretschmer (1921–1944) und den Ärztlichen Leiter des Psychiatrischen Landeskrankenhauses Weißenau Manfred Kretschmer (1927–2011).

## Leistungen
Kretschmer entwickelte psychotherapeutischen Kurzverfahren, versuchte, etwa mit einer mehrdimensionalen Diagnostik und Therapie eine Annäherung von Psychiatrie und Psychotherapie, und war Mitgründer und Präsident der Allgemeinen ärztlichen Gesellschaft für Psychotherapie.
Im Jahr 1918 begann Kretschmer seine Untersuchungen über „Körperbau und Charakter“. Mit seiner Konstitutionstypologie führte Kretschmer 1921 die Unterscheidung zwischen den Typen des Leptosomen, des Pyknikers und des Athletikers ein. Zwischen 1915 und 1921 entwickelte Kretschmer darauf basierend eine Methode zur Differenzialdiagnose von Schizophrenie und Manie. Für das normale Temperament des leptosomen Typs prägte er dabei den Begriff des „Schizothymen“ und eine stärkere Neigung zur Schizophrenie wie geringere Anfälligkeit für manisch-depressive Störungen, umgekehrt für den pyknischen. Der athletische Typ sei eher für Epilepsie anfällig. Wegen Kretschmers Korrelation zwischen Körpergestalt und Anfälligkeit für psychische Störungen wurde er 1929 für den Nobelpreis vorgeschlagen. Auf der Basis seiner Typologie mit Synopse von Körperbau, Charaktereigenschaften und Disposition zu psychischen Krankheiten entstand 1922 seine umfassende Medizinische Psychologie.
Kretschmer vertrat als Assistent von Robert Eugen Gaupp die Haltung seines Tübinger Direktors in der 1914 erfolgten Begutachtung des Massenmörders Ernst August Wagner. Es handelte sich damals in der württembergischen Rechtsgeschichte um das erste Verfahren, das wegen Unzurechnungsfähigkeit eingestellt wurde. Kretschmer veröffentlichte darauf 1918 seine Habilitationsschrift: Der sensitive Beziehungswahn. Diese stellt eine psychogene Beschreibung und Ableitung des Verfolgungswahns anhand der Untersuchung von Wagner dar. Kretschmer konnte sich auf Arbeiten Gaupps über die Paranoia stützen. Die Psychodynamik des sensitiven Beziehungswahns unterscheidet sich jedoch von derjenigen der Neurosen. Die Konflikte werden nicht verdrängt, sondern im Bewusstsein „verhalten“. Etwa zur gleichen Zeit wie Gaupp und Kretschmer haben auch Karl Jaspers und Sigmund Freud versucht, den Wahn aus dem Erleben des Kranken abzuleiten. Freud hat sich bekanntlich mit der Analyse des Falles Daniel Paul Schreber befasst. Da bisher die Symptomatik des Wahns als Zeichen einer endogenen Psychose verstanden wurde, erscheint die psychogenetische Sichtweise als erster Versuch einer multikonditionalen Betrachtungsweise.
Kretschmer wirkte mit bei der von Günther Just und Karl Heinrich Bauer ab 1935 herausgegebenen Zeitschrift für menschliche Vererbungs- und Konstitutionslehre. 1940 beschrieb er als Erster das apallische Syndrom (Wachkoma).
Zudem verfasste Kretschmer Pathographien (Geniale Menschen) und Gedichte.

## Auszeichnungen und Ehrungen
Im Jahr 1936 wurde Kretschmer zum Mitglied der Leopoldina gewählt. Er erhielt 1952 die Ehrendoktorwürde der Katholischen Universität Santiago de Chile (Dr. med. h. c.). Er wurde im Juni 1949 Ehrenmitglied der Amerikanischen Psychiatrischen Gesellschaft.
1943 erhielt er die Goldene Medaille (Josef-Schneider-Preis) der Universität Würzburg, im Frühjahr 1956 die Goldene Kraepelin-Medaille, 1958 das Große Bundesverdienstkreuz. Im Ravensburger Stadtteil Weingartshof ist eine Straße nach Ernst Kretschmer benannt.

## Veröffentlichungen (Auswahl)
- Wahnbildung und manisch-depressiver Symptomenkomplexe. Berlin 1914 (Dissertation).
- Der sensitive Beziehungswahn. Springer, Berlin 1918 (Habilitationsschrift).
- Körperbau und Charakter. Untersuchungen zum Konstitutionsproblem und zur Lehre von den Temperamenten. Springer, Berlin 1921. 25. Auflage 1967 (herausgegeben von Wolfgang Kretschmer); 26. Auflage 1977.
- Medizinische Psychologie. Thieme, Leipzig 1922; 14. Auflage Stuttgart 1975.
- Hysterie, Reflex und Instinkt. Thieme, Leipzig 1923.
- Ernst Kretschmer, Ferdinand Adalbert Kehrer: Die Veranlagung zu seelischen Störungen. Springer, Berlin 1924.
- Störungen des Gefühlslebens, Temperamente (= Handbuch der Geisteskrankheiten. Band 1). Springer, Berlin 1928.
- Geniale Menschen. Springer, Berlin 1929.
- Das apallische Syndrom. In: Zeitschrift für die gesamte Neurologie und Psychiatrie. Band 169, 1940, S. 579.
- Psychotherapeutische Studien. Thieme, Stuttgart 1949.
- In memoriam Günther Just. In: Zeitschrift für menschliche Vererbungs- und Konstitutionslehre. Band 30, 1950/1951, S. 293–298 (Gedenkrede, gehalten auf der Totenfeier der Universität Tübingen[19])
- Der soziale und moralische Defekt als biologisches Problem. In: Münchener Medizinische Wochenschrift. Band 95, Nr. 1, 2. Januar 1953, S. 32–33.
- Robert Gaupp zum Gedächtnis. In: Deutsche Medizinische Wochenschrift. (Stuttgart) Band 78, 1953, S. 1713.
- Gestufte Aktivhypnose – Zweigleisige Standardmethode. In: V. E. Frankl, V.v. Gebsattel, J. H. Schultz (Hrsg.): Handbuch der Neurosenlehre und Psychotherapie. Band 4. Urban & Schwarzenberg, München/Berlin Band 1959, S. 130–141.
- Gestalten und Gedanken. Erlebnisse. Thieme, Stuttgart 1963. – Autobiographie
- Psychiatrische Schriften 1914–1962 (einschließlich Personalbibliographie). Berlin / Heidelberg / New York 1974.